# Вила Балдасари (Лече)
Вила Балдасари (итал. Villa Baldassarri) је насеље у Италији у округу Лече, региону Апулија.
Према процени из 2011. у насељу је живело 953 становника. Насеље се налази на надморској висини од 37 м.